# Sara Forbes Bonetta
Sara Forbes Bonetta, född Omoba Aina 1843, död 1880, var en afrikansk prinsessa. Hon var känd som fosterbarn till drottning Viktoria av Storbritannien.

## Biografi
Sara Forbes Bonetta föddes som yorubaprinsessa i Egbado-klanen i det lilla kungadömet Oke-Odan i Västafrika. År 1848 erövrades Oke-Odan av kungadömet Dahomey, och hennes föräldrar dödades medan hon blev slav hos kung Ghezo av Dahomey.
År 1850 gav kung Ghezo henne som gåva till drottning Viktoria av Storbritannien via hennes sändebud kapten Frederick E. Forbes. Han gav henne namnet Sara Forbes Bonetta efter sig själv och skeppet HMS Bonetta, med vilket de seglade till England, och planerade ursprungligen att uppfostra henne själv. Vid ankomsten till England blev Viktoria dock förtjust i henne, och man beslöt att hon skulle hamna i Viktorias vård, precis som Ghezo hade önskat.
Klimatet i England visade sig inte vara bra för henne, och hon skickades därför 1851 på Viktorias bekostnad till en skola i Afrika, Annie Walsh Memorial School i Freetown. Hon återvände till England 1855. Hon gifte sig 1862 med Viktorias tillstånd med James Pinson Labulo Davies, en förmögen affärsman från Lagos. Paret bosatte sig sedan i Afrika. Hon avled 1880 i Funchal på Madeira.